# Дом Бассейного товарищества
Жило́й ко́мплекс Бассе́йного това́рищества со́бственников кварти́р — дом-квартал из восьми корпусов в Санкт-Петербурге, построенный в начале XX века на средства кооператива собственников, учреждённого архитекторами Алексеем Зазерским и Эрнестом Виррихом. Единственное здание в городе, в декоре которого применены ассирийские мотивы.

## История

### Строительство
Обширный земельный участок между современными улицей Некрасова (в начале XX века носившей название Бассейной), 58-60, Греческим проспектом, 10-12, Фонтанной улицей, 3-5 и Виленским переулком, 17, с 1739 года принадлежал Лейб-гвардии Преображенскому полку. Его застройка была хаотичной, согласно плану 1828 года на земле располагались огороды и полковая баня. В январе 1912 года землю выкупили соучредители товарищества собственников квартир архитекторы Алексей Зазерский и Эрнест Виррих. С начала XX века в Петербурге начали появляться строительные кооперативы, члены которых предпочитали не арендовать квартиры в доходных домах, а объединив капиталы, строить дома совместного владения.
Генеральный план Вирриха и Зазерского отличало необычное решение: между корпусами дома они разместили Г-образный проезд, сформированный двумя курдонёрами, с небольшой площадью в месте пересечения. Благодаря этому удалось окна всех парадных и жилых комнат обратить к улице или внутреннему проезду, а на дворы-колодцы сориентировать только окна лестничных клеток и служебных помещений.

### Описание

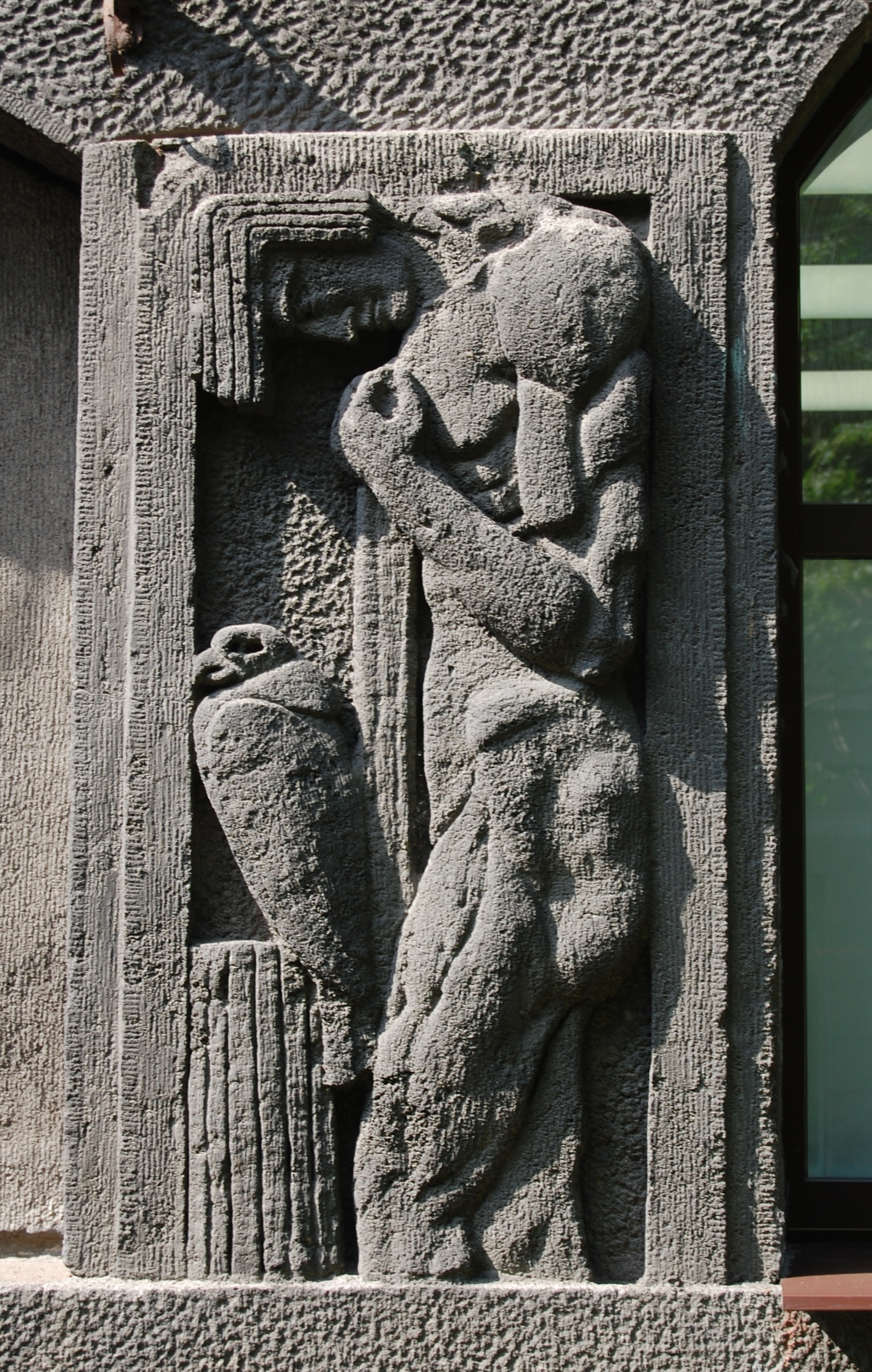
Рельеф по рисунку архитектора Владимира Пясецкого (1868 — после 1934), 2010

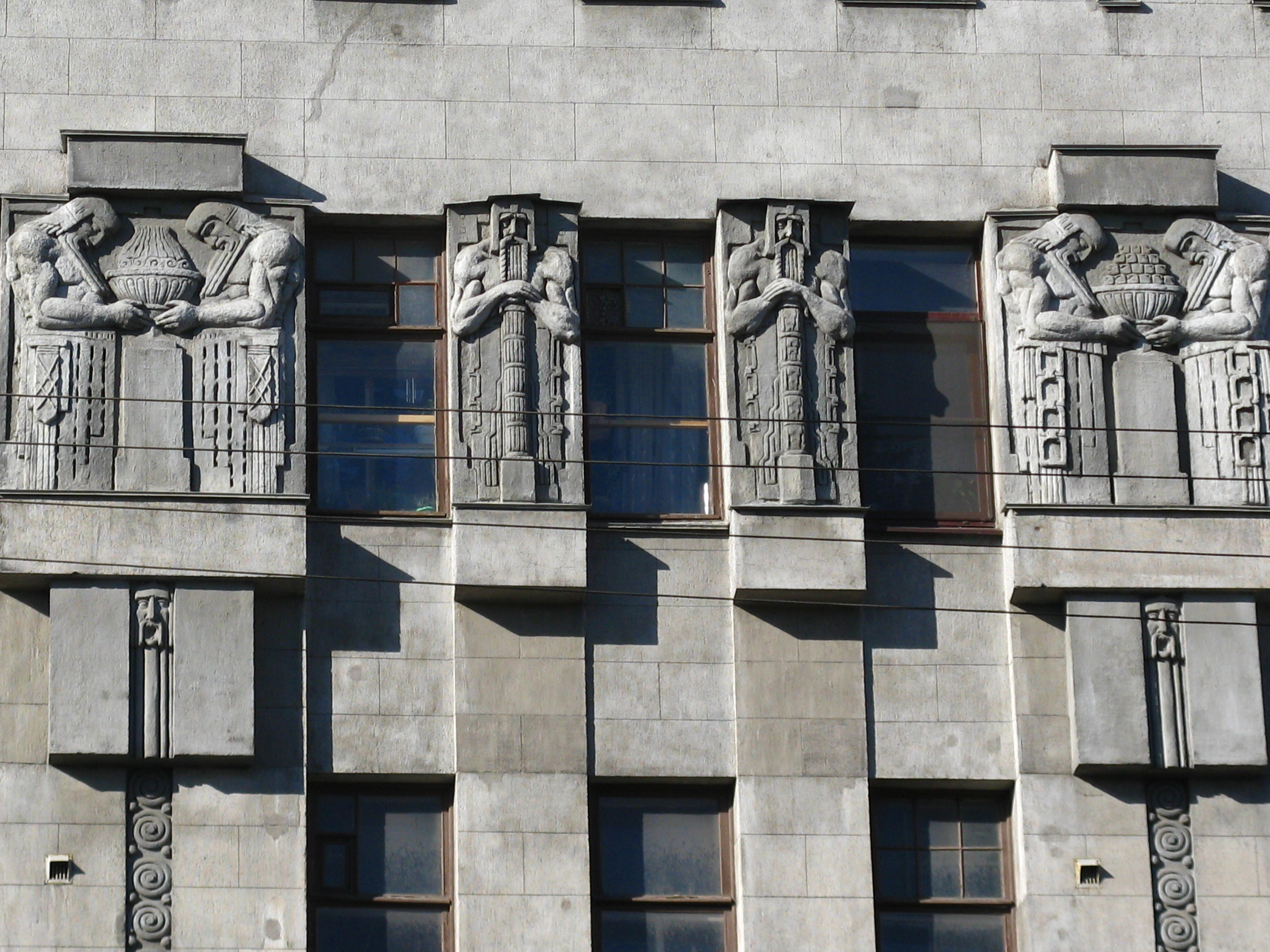
Скульптурные фрагменты фасада, 2015

Дом Бассейного товарищества является единственным в городе зданием в стиле модерн с ассирийскими мотивами в декоре. Согласно многочисленным свидетельствам, Виррих и Зазерский привлекли к проекту своих давних сотрудников Николая Васильева и Алексея Бубыря. Последние несколько видоизменили утверждённый ранее вариант оформления фасадов в сторону позднего модерна. Их общее стилевое решение отличает брутализм, встречаются элементы из кубизма и прообразы конструктивизма. Среди использованных декоративных элементов встречаются античные и древневосточные сюжеты, с драматичной, суровой пластикой: рельефные фигуры ассирийских воинов, сказочные птицы, жрицы у жертвенников, букрании, орнаменты, маски с раскрытыми ртами. Необычным для северного модерна является отсутствие на фасадах декоративной штукатурки или облицовочного камня, серый цвет цемента визуально добавляет монументальности и мрачности зданию.
В доме было предусмотрено 88 квартир для пайщиков и 16 дополнительных в мансарде, все они имели от трёх до семи комнат и площадь от 110 до 270 м². Ещё на стадии разработки каждый член товарищества получал проект своей квартиры и мог внести изменения в планировку или доплатить за более дорогую отделку.
Комплекс Бассейного товарищества был задуман как передовое, прогрессивное жильё, здания оснастили по последнему слову техники — установили лифты, систему вентиляции, горячее водоснабжение и отопление, пылесосную станцию, запланировали прачечные с механическими сушильными машинами. Мансардный этаж был общественными помещением, в нём предполагали проводить собрания жильцов. Помещения в первых этажах, выходящих на улицы, предназначались под коммерческую аренду, доходы от которой должны были покрывать затраты на содержание дома.
Первая очередь строительства была завершена в 1914 году, планы по реализации следующего этапа нарушили война и последовавшая за ней революция 1917 года. Только в 1927 году были достроены корпуса на углу Виленского переулка и Фонтанной улицы, строительством руководил архитектор Евгений Левинсон.

### XX век
До революции семикомнатную квартиру № 60 в мансарде три года снимал художник-график и издатель Зиновий Гржебин, в одной из квартир жил лидер партии кадетов и министр иностранных дел Временного правительства Павел Милюков. Здесь же жил и сам архитектор дома Евгений Левинсон.
После 1917 года дом сделали коммунальным, для «уплотнения» большие квартиры разделяли перегородками на несколько маленьких, в результате чего в некоторых не было собственной кухни, а в других — санузла. В конце 1910-х годов в одной из квартир первого этажа корпуса № 60 поселилась Ираида Гейнеке. В 1920-х годах здесь снимал квартиру Сергей Герасимов, в квартире № 28 58-го корпуса жил профессор Наум Герцевич Гиршович (1896—1988).
В 1930-х годах здесь жили выдающиеся деятели искусства и науки: семья трансфузиологов Антонина Филатова и Любови Богомоловой, писатель Игорь Бахтерев, микробиолог Георгий Белоновский, хирург Иван Гаген-Торн, академик Иосиф Старик, химик-органик и член-корр. АН СССР Сергей Ушаков, киноактриса Тамара Макарова, мостостроитель Григорий Кривошеин, художник-супрематист Николай Суетин.
После 1941 года в дом переехал оперный певец Константин Исаченко. Во время блокады Ленинграда в 1942 году в доме умер от голода его создатель Алексей Зазерский.
В послевоеные годы в знаменитом доме жили радиохимик Иосиф Старик, кинорежиссер Сергей Герасимов, писатель и поэт Игорь Бахтерев. В 1953 году здесь жил актёр Олег Басилашвили, позднее — актриса Людмила Савельева.

## Современность
С самого момента постройки дом ни разу капитально не ремонтировали. Из-за точечного монтажа газовых труб в нескольких местах нарушены нормы пожарной безопасности и в здании периодически вспыхивают пожары.